# Тэдинское нефтяное месторождение
Тэдинское —  нефтяное месторождение в России. Расположено в Ненецком автономном округе. Открыто в 1989 году. Освоение началось в 2001 году.
Запасы нефти составляют 30 млн. тонн. Плотность нефти —  23.7° API. Содержание серы —  2,26%.
Оператор месторождения — российская нефтяная компания Лукойл. Добыча нефти на месторождении в 2009 г. составила 0,835 млн. тонн.